# Blaž Zalčanin
Blaž Zalčanin (Zalka, Mađarska, oko 1370. – oko 1440.). Vikar Bosanske vikarije, pisac na latinskom jeziku.
Rodom je iz Zalke u Mađarskoj. O njegovu životu nema mnogo podataka. Iz sačuvanih ljetopisa tek saznajemo da je tri puta bio vikar Bosanske vikarije. Napisao je prvo povijesno djelo o Bosanskoj vikariji, u kojemu je opisao rad svih bosanskih vikara do godine 1440.
Djela:
- Constitutiones papales, generales ac Boznne observantiales, Gesta vicariorum Bosnae.